# Премия XBIZ лучшей новой старлетке
Премия XBIZ лучшей новой старлетке (англ. XBIZ Award for Best New Starlet) — ежегодная награда, вручавшаяся компанией XBIZ, лучшей новой исполнительнице. Награда была учреждена в 2008 году и первоначально называлась «Новая старлетка года», а в 2013 году премия получила своё нынешнее название.
Последней на данный момент обладательницей этой награды является Отем Фоллс.
В сентябре 2020 года была объединена с категорией «Лучший мужской дебют» и стала именоваться «Лучший новый исполнитель» (Best New Performer).

## Лауреаты и номинанты

### 2000-е годы
| Церемония/Год | Фото лауреата | Лауреат   | Номинанты |
| ------------- | ------------- | --------- | --- |
| 6-я (2008)    |               | Бри Олсон | Дженни Хендрикс Кейси Паркер Лила Стар Одри Битони Паулина Джеймс Тера Рей Тесса Уэст Шэй Джордан Эшлин Брук                                                                          |
| 7-я (2009)    |               | Стоя      | Анджелина Валентайн Аса Акира Бринн Тайлер Дакота Брукс Джанди Лин Кассандра Калогера Кристина Роуз Меган Мэлон Мисси Стоун Никки Джейн Райдер Скай Тори Блэк Феникс Мари Чейси Эванс |

### 2010-е годы
| Церемония/Год | Фото лауреата | Лауреат           | Номинанты |
| ------------- | ------------- | ----------------- | --- |
| 8-я (2010)    |               | Кэгни Линн Картер | Айсис Тейлор Алисса Холл Анджелина Армани Анджелина Эш Аса Акира Бритни Эмбер Дэни Йенсен Киара Дайан Кира Кинг Лондон Киз Мейсон Мур Мэделин Мэри Мэдисон Паркер Николь Рэй Райли Стил Сэди Уэст Таннер Мэйс Тара Линн Фокс Энди Сан Димас |
| 9-я (2011)    |               | Шанель Престон    | Алексис Форд Бриана Блэр Брук Ли Адамс Вики Чейз Грейси Глэм Даника Диллан Дженнифер Уайт Джинкс Мейз Кэти Сент-Айвс Лиз Тэйлер Лили Лабо Мелани Риос Мэллори Рэй Мерфи Рэйвен Алексис Эйприл О’Нил Элли Хейз Эми Брук Эми Мили Эшлин Рэй   |
| 10-я (2012)   |               | Джесси Эндрюс     | Абелла Андерсон Алисса Бренч Биби Джонс Бруклин Ли Кортни Кейн Лили Картер Никки Делано Николь Энистон Саманта Сэйнт Селена Роуз Скин Даймонд Таша Рейн Эш Голливуд Эшлинн Ли                                                               |
| 11-я (2013)   |               | Райли Рид         | Адриана Луна Алексис Монро Анника Элбрайт Джесси Роджерс Дэни Дэниелс Кристи Стивенс Мелина Мейсон Молли Беннетт Мэдди О’Райли Пенни Пакс Пресли Харт Реми Лакруа Стиви Шей Тринити Сент-Клэр                                               |
| 12-я (2014)   |               | Кристи Мак        | Адриана Чечик Ана Фокс Джесса Роудс Диллион Харпер Кеннеди Ли Кира Уинтерс Миа Малкова Наталья Старр Рикки Сикс Роми Рэйн Рэйвен Бэй Саммер Бриэль Стэйси Сильверстоун Эй Джей Эпплгейт                                                     |
| 13-я (2015)   |               | Картер Круз       | Аидра Фокс Алексис Адамс Алина Ли Ариана Мари Бель Нокс Дженис Гриффит Джиллиан Джансон Кейша Грей Кота Скай Огаст Эймс Саманта Роун Сара Лав Скарлет Рэд Хлоя Амур                                                                         |
| 14-я (2016)   |               | Абелла Дейнджер   | Ария Александер Джейд Янтцен Карли Грей Катрина Джейд Кира Николь Кисса Синс Кэссиди Бэнкс Кэссиди Клейн Марли Бринкс Марша Мэй Меган Рэйн Морган Ли Пета Йенсен Эльза Джин                                                                 |
| 15-я (2017)   |               | Лана Роудс        | Алекс Грей Анна Белл Пикс Аня Олсен Голди Раш Джина Валентина Кейт Ингленд Кимми Грейнджер Кира Нуар Лиза Роу Лира Лоу Лия Готти Мелисса Мур София Леоне Холли Хендрикс                                                                     |
| 16-я (2018)   |               | Хани Голд         | Арья Фэй Вайолет Старр Джилл Кэссиди Жизель Палмер Кайли Пейдж Кристен Скотт Лина Пол Мока Мора Райли Никсон Софи Райан Уитни Райт Хлоя Черри Эви Лав Эден Син                                                                              |
| 17-я (2019)   |               | Карма Рекс        | Айви Вульф Айви Лебелль Алина Лопес Виенна Блэк Джейн Уайлд Джиа Дерза Кендра Спейд Кензи Ривз Николетт Ши Ния Наччи Тана Леа Элиза Ибарра Элла Нокс Эмили Уиллис                                                                           |

### 2020-е годы
| Церемония/Год | Фото лауреата | Лауреат    | Номинанты |
| ------------- | ------------- | ---------- | --- |
| 18-я (2020)   |               | Отем Фоллс | Бруклин Грей Вайолет Майерс Валентина Джуэлз Виктория Вокс Габби Картер Джианна Диор Киара Коул Кит Мерсер Лив Уайлд Лэйси Леннон Мейтленд Уорд Наоми Суонн Наталья Куин Розалин Сфинкс |